# Manhattan Bridge
De Manhattan Bridge is een hangbrug die de East River in New York overspant. De brug verbindt Manhattan met Brooklyn, net als de Brooklyn Bridge. De brug is ontworpen door de Poolse brugontwerper Ralph Modjeski en werd geopend op 31 december 1909.
De brug heeft op de bovenste laag vier rijstroken opgesplitst in twee rijbanen aan iedere kant van de brug, in het middelste gedeelte van de bovenste laag bevindt zich niets. Twee rijstroken gaan naar Manhattan en de andere twee gaan naar Brooklyn. Op de onderste laag bevinden zich drie omkeerbare rijstroken, een fietspad, vier metrolijnen (tussen Canal Street of Grand Street en DeKalb Avenue of Atlantic Avenue-Pacific Street) en een voetgangerspad. De drie onderste rijstroken worden gebruikt richting Manhattan tijdens het ochtendspitsuur en richting Brooklyn tijdens het avondspitsuur.

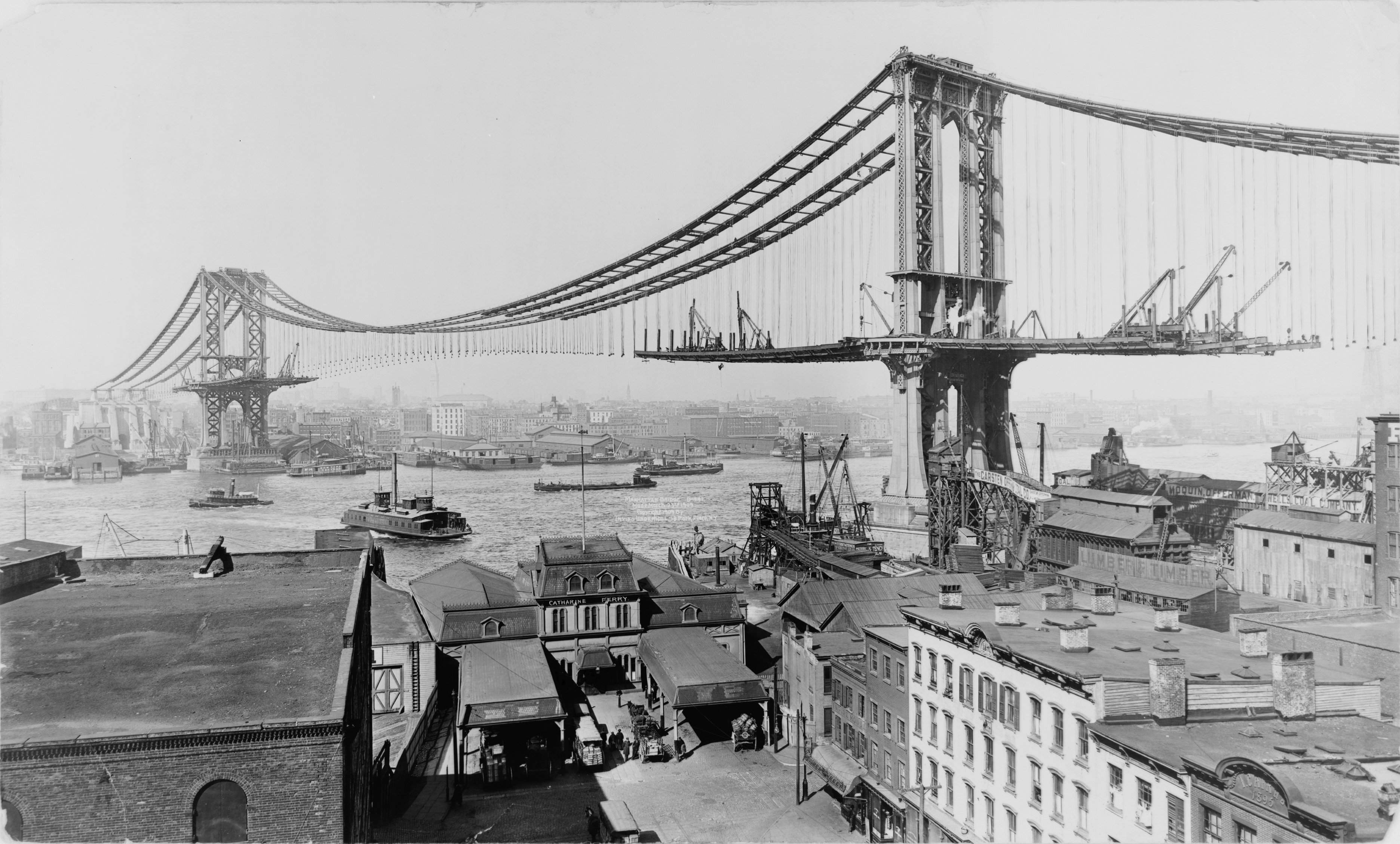
Manhattan Bridge in aanbouw in 1909 vanuit Brooklyn
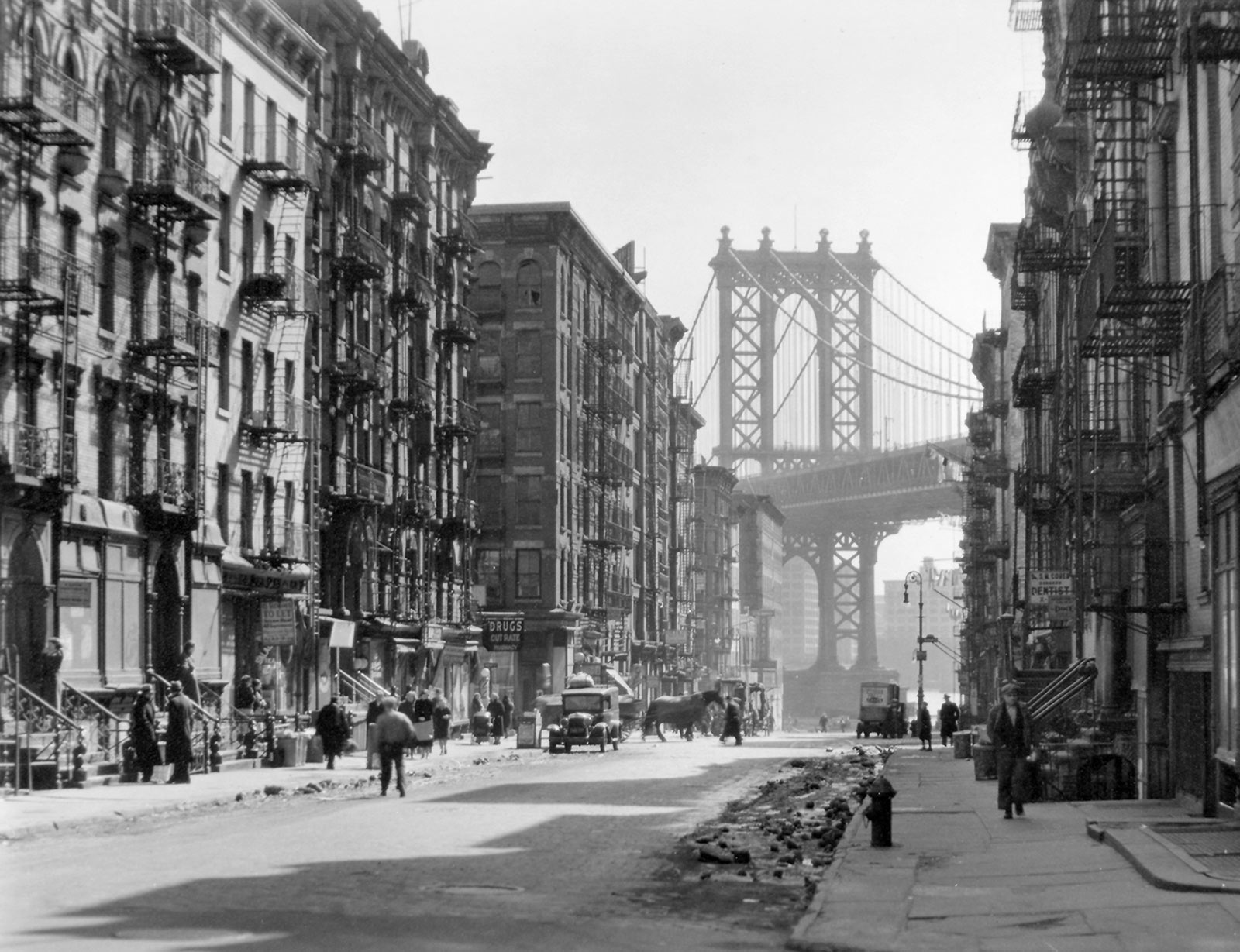
Pike Street richting de Manhattan Bridge gefotografeerd door Berenice Abbott in 1936

- Library of Congress Control Number: sh97006587
- Nationale Bibliotheek van Israël: 987007539635005171
- Virtual International Authority File: 315530059
- WorldCat: E39PBJxmJJcr6YHBhKhc47MMfq